# ۴۳۲ (پیش از میلاد)
۴۳۲ (پیش از میلاد) ۴۳۲مین سال قبل از تقویم میلادی است.